# عبلة الرويني
عبلة الرويني (14 أبريل 1953 -) هي كاتبة وصحفية وناقدة مصرية.

## حياتها
ولدت في القاهرة في 14 أبريل 1953، تزوّجت الشاعر المصري الراحل أمل دنقل عام 1979 وعاشت معه حتى وفاته في العام 1983، وكتبت عن دنقل كتابها الأهم «الجنوبي» الذي يحكي سيرة الشاعر الراحل ويعد من أهم ما كُتب عن أمل دنقل.
تولّت رئاسة تحرير جريدة أخبار الأدب في عام 2011  حتى أغسطس 2012 حيث تم إبعادها عن منصبها في حركة تغييرات صحفية أجراها مجلس الشورى يوم 8 أغسطس 2012، وبعدها أُثيرت أزمة كبيرة بسبب منع مؤسسة الأخبار نشر مقالها «الملك عاريًا» بسبب اعتراض «الرويني» على حذف المؤسسة عبارة «أخونة الصحافة» من المقال الذي علّقت فيه على التغييرات الصحفية سابقة الذكر .
وفي 19 أكتوبر 2012، أعلنت الكاتبة عبلة الرويني أنها تلقّت إخطارا من محمد حسن البنا رئيس تحرير جريدة الأخبار بإيقافها عن الكتابة تماما في الجريدة، وهو ما أثار أزمة كبيرة، تضامن معها خلالها العديد من الكتاب والمثقّفين .

## كيف تعرفت عبلة الروينى على زوجها أمل دنقل ؟
تقول عبلة الروينى انا لم أتعرف على  امل دنقل صدفة بل كان تعمدا كنت أبحث عنه لإجراء حوار صحفى  ولم يكن له عنوان محدد به ولا رقم تليفون كنت أبحث عنه فى المقاهى ليلا ونهارا وبقيت على هذا الحال وقت طويل حتى عثرت عليه.
قالت : أجريت معه حوارا ومن أول لقاء أدركت أنه انسان مختلف ، شعرت تجاهه بمشاعر الحب ولكنه قابلها بخجل الرجل الصعيدى .

## مؤلفاتها
- الجنوبي: أمل دنقل ـ مكتبة مدبولي ـ القاهرة 1985
- الشعراء الخوارج ـ الدار المصرية اللبنانية ـ 2004
- حكي الطائر: سعد الله ونوس ـ ميريت للنشر والمعلومات ـ 2005
- وكأنه الهوى ـ مركز المحروسة للنشر ـ 2007
- نساء حسن سليمان ـ المجلس الأعلى للثقافة ـ 2009